# إيغون سورينسن
إيغون سورينسن (بالدنماركية: Egon Sørensen)‏ (16 فبراير 1913 بكوبنهاغن في الدنمارك - 25 أكتوبر 1981) هو مدرب كرة قدم ولاعب كرة قدم دانمركي في مركز حراسة المرمى. شارك مع منتخب الدنمارك لكرة القدم. أما مع النوادي، فقد لعب مع أجاكس هيروز وبولدكلوبن فرم.

## وصلات خارجية
- إيغون سورينسن على موقع قاعدة بيانات كرة القدم.إي يو (الإنجليزية)